# Dasnöckel
Die Ortslage Dasnöckel im Wohnquartier Höhe im Wuppertaler Stadtbezirk Vohwinkel geht auf eine alte Ortsbezeichnung zurück.

## Lage
Dasnöckel befindet sich nördlich knapp unterhalb eines Höhenzuges.
Benachbarte Ortslagen sind Nockershäuschen, Sonnenberg, Mühlenpfad, Frohental, Steeger Eiche, Boltenheide, Schieten und Roßkamp. Auf dem Gemeindegebiet von Solingen sind die Ortslagen Steinbeck und Schieten (Solingen) benachbart.

## Etymologie
Der Wortbestandteil ‚Das‘ leitet sich vom Tiernamen Dachs ab, ‚Nöckel‘ bedeutet Hügel oder Erhebung.

## Geschichte
Erstmals wurde Dasnöckel 1677 als ein fünf Hektar großes Gut erwähnt. Es ist als Spliss von Schieten entstanden.
In dem Kartenwerk Topographia Ducatus Montani des Erich Philipp Ploennies aus dem Jahre 1715 ist der Ort mit dem Namen ‚Dasnickel‘ eingezeichnet. Dasnöckel liegt zu dieser Zeit im spitzen Winkel einer Weggabelung, die von östlich von Gräfrath kommt und zum einen nach Bies und Rottscheidt und zum anderen über Nockershäuschen nach Nocken die Vohwinkeler Senke hinabführt.
Dasnöckel gehörte zur 1867 von Haan getrennten Bürgermeisterei Sonnborn, die 1888 unter Gebietsverlusten an Elberfeld in die Gemeinde Vohwinkel überging.
Im Gemeindelexikon für die Provinz Rheinland von 1888 werden zwei Wohnhäuser mit zehn Einwohnern angegeben.
Auf der topographischen Karte (TK25) von 1892/94 ist die Ortslage ‚Dasnöckel‘ beschriftet.
1971–74 wurde ein größeres Neubaugebiet erschlossen und die Straße Dasnöckel angelegt. Es wurden 660 öffentlich geförderte Wohnungen und 172 Eigentumswohnungen mit Tiefgarage für 166 PKWs im Auftrag der Münchener Grund-Gruppe errichtet.
Historische Bausubstanz ist nicht erhalten.

## Die heutige Straße
Nach dieser Ortslage ist seit dem 14. April 1969 die Straße Dasnöckel benannt. Sie erschließt bogenförmig von der Ehrenhainstraße nach Osten hin das Neubaugebiet.